# AEGON Nottingham Challenge
AEGON Nottingham Challenge — профессиональный международный теннисный турнир, проводимый ITF в рамках своего женского тура и ATP в рамках своего тура Challenger.
Соревнования проводятся в Ноттингеме, Великобритания, в июне, продолжая подготовительную к Уимблдонскому турниру серию соревнований на травяном покрытии.

## Общая информация
Турнир создан совместными усилиями LTA, ITF и ATP в 2011 году. В календаре тура ATP Challenger соревнование заменило грунтовый турнир в швейцарском Лугано, а в календаре женского тура заполнило вакансию второго турнира WTA на травяном покрытии в этот период.
Как и предшествующий ему AEGON Trophy, AEGON Nottingham Challenge проводится на кортах ноттингемского теннисного центра.

## Финалисты разных лет

### Одиночный турнир среди мужчин
| Год  | Чемпион      | Финалист         | Счёт финала    |
| ---- | ------------ | ---------------- | -------------- |
| 2014 | Ник Кирьос   | Сэмюэль Грот     | 7-6(3) 7-6(7)  |
| 2013 | Стив Джонсон | Рубен Бемельманс | 7-5 7-5        |
| 2012 | Грега Жемля  | Кароль Бек       | 7-6(3) 4-6 6-4 |
| 2011 | Дуди Села    | Жереми Шарди     | 6-4 3-6 7-5    |

### Одиночный турнир среди женщин
| Год  | Чемпионка         | Финалистка       | Счёт финала |
| ---- | ----------------- | ---------------- | ----------- |
| 2014 | Ярмила Гайдошова  | Тимея Бачински   | 6-2 6-2     |
| 2013 | Елена Балтача (2) | Тадея Маерич     | 7-5 7-6(7)  |
| 2012 | Эшли Барти        | Татьяна Малек    | 6-1 6-1     |
| 2011 | Елена Балтача     | Петра Цетковская | 7-5 6-3     |

### Парный турнир среди мужчин
| Год  | Чемпионы                            | Финалисты                            | Счёт финала          |
| ---- | ----------------------------------- | ------------------------------------ | -------------------- |
| 2014 | Рамиз Джунейд Майкл Винус           | Рубен Бемельманс Го Соэда            | 4-6 7-6(1) [10-6]    |
| 2013 | Санчай Ративатана Сончат Ративатана | Пурав Раджа Дивидж Шаран             | 7-6(5) 6-7(3) [10-8] |
| 2012 | Оливье Шарруэн Мартин Фишер         | Евгений Донской Андрей Кузнецов      | 6-4 7-6(6)           |
| 2011 | Рик де Вуст Адиль Шамасдин          | Трет Конрад Хьюи Айзак ван дер Мерве | 6-3 7-6(9)           |

### Парный турнир среди женщин
| Год  | Чемпионки                        | Финалистки                        | Счёт финала       |
| ---- | -------------------------------- | --------------------------------- | ----------------- |
| 2014 | Ярмила Гайдошова Арина Родионова | Вероника Сепеде Роиг Штефани Фогт | 7-6(0) 6-1        |
| 2013 | Жюли Куэн Стефани Форетц Гакон   | Юлия Глушко Эрика Сэма            | 6-2 6-4           |
| 2012 | Эшли Барти Салли Пирс            | Река-Луца Яни Мария Жуан Кёлер    | 7-6(2) 3-6 [10-5] |
| 2011 | Ева Бирнерова Петра Цетковская   | Регина Куликова Евгения Родина    | 6-3 6-2           |